# Robeisy Ramírez
Robeisy Eloy Ramírez Carrazana (ur. 20 grudnia 1993 w Cienfuegos) – kubański bokser, dwukrotny mistrz olimpijski, złoty medalista igrzysk panamerykańskich.
W roku 2011, w wieku 17 lat, reprezentował Kubę na Mistrzostwach Świata w Baku w wadze muszej. W pierwszej walce pokonał Sudesha Manandhara z Nepalu a następnie przegrał z późniejszym mistrzem Rosjaninem Miszą Ałojanem. Mimo porażki uzyskał kwalifikację na Igrzyska Olimpijskie w Londynie. Dwa tygodnie później wystąpił  na Igrzyskach Panamerykańskich w Gudalajarze i zdobył złoty medal. Kolejno pokonał Johna Franklina (Stany Zjednoczone),  Braulio Ávilę (Meksyk) i w finale Dagoberto Agüero (Dominikana).
W 2012 na Igrzyskach Olimpijskich w Londynie pokonał kolejno Katsuakiego Susę (Japonia), Chatchaia Butdee (Tajlandia) i Andrew Selby'ego (Wielka Brytania). W półfinale zwyciężył Irlandczyka Michaela Conlana a w finale Mongoła Njambajaryna Tögscota zostając mistrzem olimpijskim.